# Airexpo

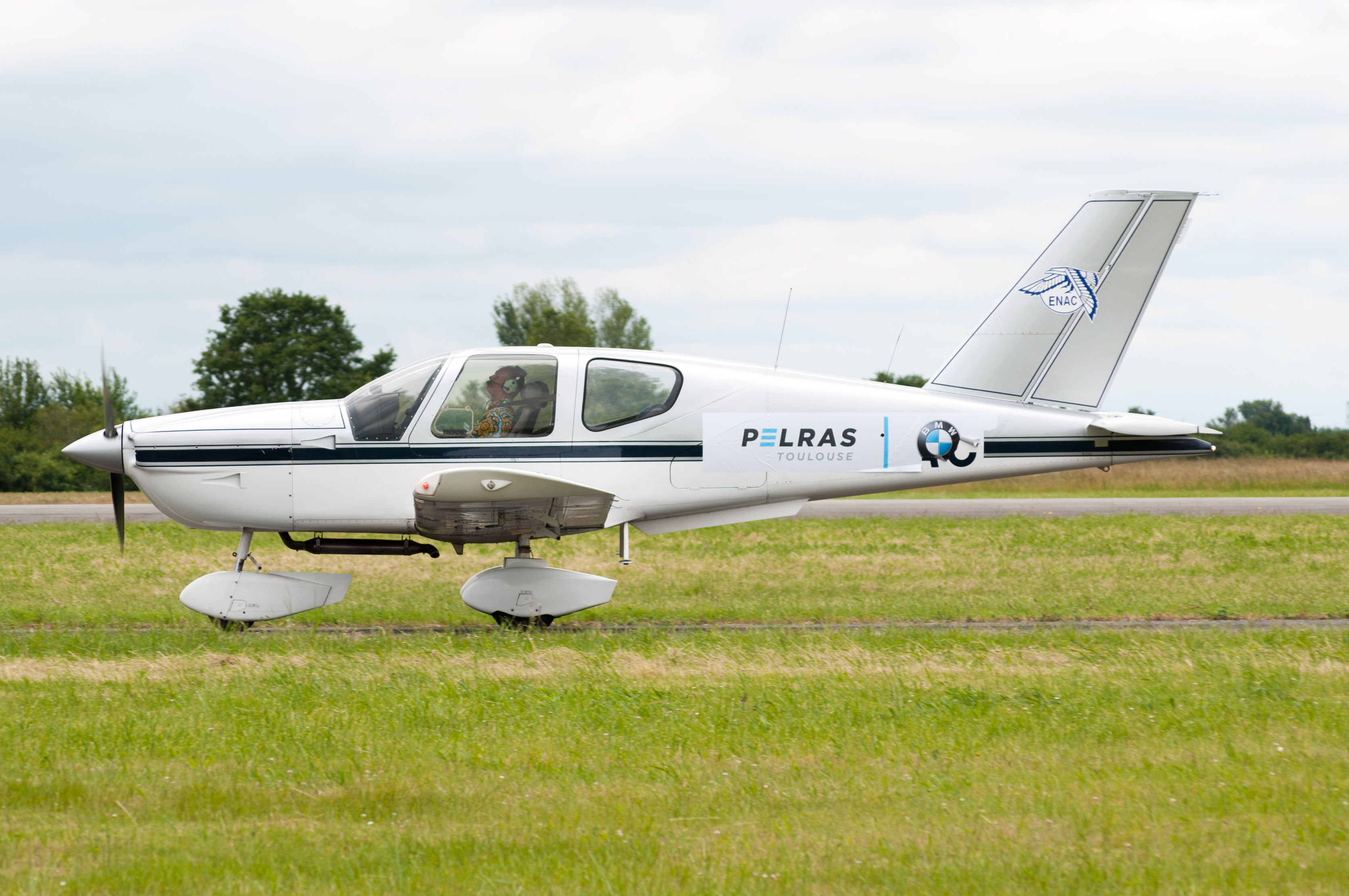
Airexpo 2014

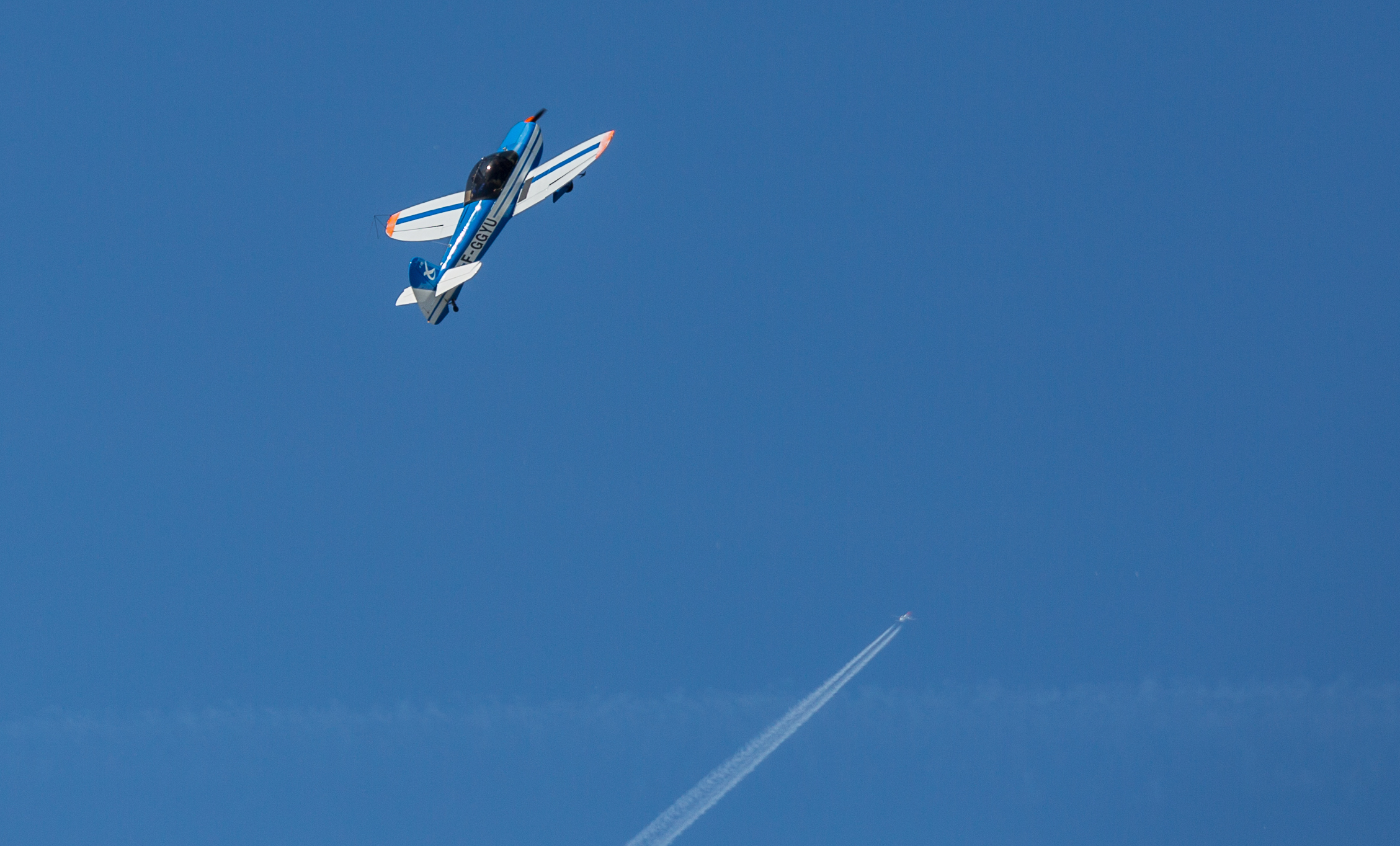
Airexpo 2016

Az Airexpo egy francia légibemutató, amelyet 1987 óta évente rendeznek Toulouse régióban, a Muret-Lherm repülőtéren. Ez egy egyedülálló légi show a világon, mert ez az egyetlen olyan show, amelyet teljes egészében egyetemi hallgatók szerveznek. Az Airexpót valójában az ENAC (École nationale de l’aviation civile) és az ISAE-SUPAERO (Institut supérieur de l’aéronautique et de l’espace) elsőéves mérnökhallgatóinak együttműködésével szervezik. Az Airexpo a harmadik legfontosabb légibemutató Franciaországban, a Párizs-Le Bourget-i Nemzetközi Légi- és Űrszalon és La Ferté-Alais légi show-ja után.